# Кашперівська волость
Кашперівська волость — історична адміністративно-територіальна одиниця Таращанського повіту Київської губернії з центром у селі Кашперівка.
Станом на 1886 рік складалася з 10 поселень, 6 сільських громад. Населення — 7857 осіб (3814 чоловічої статі та 4043 — жіночої), 931 дворове господарство.
|                     | Площа, десятин | У тому числі орної, дес. |
| ------------------- | -------------- | ------------------------ |
| Сільських громад    | 6083           | 4878                     |
| Приватної власності | 7476           | 4793                     |
| Іншої власності     | 253            | 212                      |
| Загалом             | 13812          | 9883                     |

Поселення волості на 1886 рік:
- Кашперівка — колишнє власницьке село при річці Роська, 1850 осіб, 273 двори, православна церква, постоялий будинок, 2 водяних і вітряний млини, цегельний, черепичний і бурякоцукровий заводи.
- Збаржівка — колишнє власницьке село при річці Рось, 929 осіб, 142 двори, православна церква, школа, постоялий будинок, 2 водяних і вітряний млини.
- Кошів — колишнє власницьке село при річці Рось, 950 осіб, 141 двір, православна церква, школа, постоялий будинок.
- Лісові Бурківці — колишнє власницьке село, 542 особи, 82 двори, православна церква, школа, постоялий будинок.
- Лісові Скибинці — колишнє власницьке село при річці Роська, 1365 осіб, 174 двори, православна церква, школа, лікарня, постоялий будинок, 2 лавки, паровий і 4 водяних млини, цегельний завод.
- Погреби — колишнє власницьке село при річці Рось, 377 осіб, 59 дворів, православна церква, каплиця, школа, постоялий будинок, 2 водяних млини.

Наприкінці 1880-х років до волості було приєднано села Брідок та Зрайки з ліквідованої Галайківської волості.
Старшинами волості були:
- 1909-1915 роках — Лаврентій Стефанович Кравець[2],[3],[4],[5],[6].